# 아동복

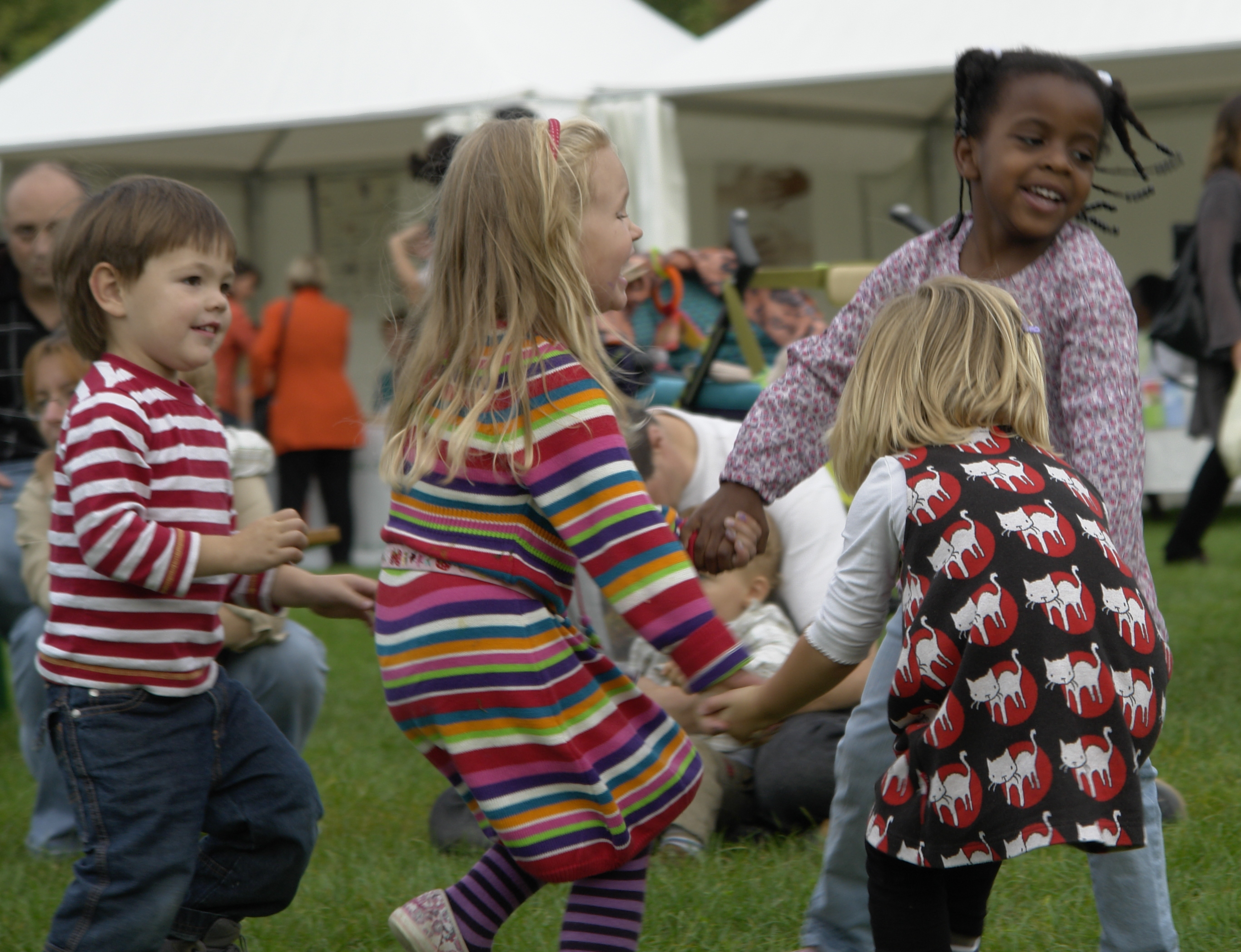
아동복은 놀기에 유용해야 한다.

아동복(兒童服)은 어린이를 위한 의류다. 아동복은 성인용 옷에 비해 캐주얼한 경우가 많아 노는 것과 쉬는 것에 적합하다.
그러나 21세기 초반, 아동복은 성인용 패션 트렌드에 큰 영향을 받게 되었다. 인스타그램 등 소셜 미디어 플랫폼이 인기를 끌면서 유명인과 패션 블로거들이 자녀들이 고급 "스트리트 스타일" 옷을 입은 사진을 올리는 경우가 늘고 있으며, 이를 통해 부모들은 자녀에게 자신이 입는 것과 같은 옷을 입히고 싶어 하는 경우가 생기고 있다. 좋은 품질과 잘 디자인된 의류는 일부 부모들의 우선순위이며, 아동복은 일류 브랜드 매장에서 주요 자리를 차지하고 있다.
아동복은 아주 어린 나이부터 남자아이와 여자아이별로 별도로 디자인되고 있다.